# Taphrina cerasi
Espèce
Synonymes
- Exoascus cerasi Fuckel[2]

Taphrina cerasi est une espèce de champignons ascomycètes responsable de la maladie du balai de sorcière sur les cerisiers.